# Kampfanzug (Bundeswehr)
Kampfanzug ist der Oberbegriff für verschiedene Uniformen der Bundeswehr, nämlich für
- den Feldanzug
- den Bord- und Gefechtsanzug der Marine
- den Flugdienstanzug der fliegenden Kräfte
- die Panzerkombination einschließlich der dazu getragenen Teile.

Umgangssprachlich wird der Begriff „Kampfanzug“ zumeist für den Gefechtsanzug, nämlich die Abwandlung des Feldanzuges mit Koppeltragegestell nebst Ausrüstung, Rucksack und Gefechtshelm mit Tarnbezug (zumindest am Mann) verwendet.
Außerhalb von Arbeits-, Ausbildungs-, Übungs-, Kampf- und Kampfbereitschaftseinsätzen tragen Soldatinnen und Soldaten der Bundeswehr in der Regel den Dienstanzug, der nach der ZDv der Bundeswehr auch in der Freizeit und auf dem Arbeitsweg dem Tragen des Kampf- bzw. Feldanzugs in der Öffentlichkeit grundsätzlich vorzuziehen ist.